# Turlough Luineach O'Neill
Pour les articles homonymes, voir O'Neill.
Toirdhealbhach mac Niall Connalaigh Ui Neill (irlandais) ou  Turlough Luineach O’Neill (anglais), (1532-10 septembre 1595). Chef du clan des O'Neill de Tir Égoain de 1567 à 1593.

## Biographie
Turlough Luineach mac Niall O’Neill était le fils de Niall Connalach O’Neill (mort en 1544) fils et héritier (Taniste) d’Art Óg Ó Néill, le frère aîné et prédécesseur de Conn Bacach mac Cuinn, comme roi de Tir nEogain de 1513-1519.
En 1567 à la mort du fils de Conn Bacach, Shane O' Neill il se fait élire selon la loi gaélique comme "O’Neill" ou chef du clan O’Neill au détriment de son jeune concurrent Hugh O'Neill qui était élevé par les Anglais. Dans ce contexte il est dans l’obligation de se soumettre à la reine Élisabeth Ire d'Angleterre et pour consolider sa situation il conclut des alliances avec les clans O’Donnell, mac Donnell, et mac Quillan.
Sa conduite est toutefois considérée comme équivoque par le gouvernement anglais qui envoie contre lui en 1575 une expédition. À la suite de l’échec de cette dernière un traité est signé aux termes duquel Turlough O’Neill bénéficie de terres nouvelles et de la possibilité d’entretenir 300 mercenaires gaéliques écossais. En 1578 il se voit reconnaître à titre viager les titres de baron de Clogher et de comte de Clanconnel.
Après la seconde révolte du Munster son attitude équivoque se transforme en compromission avec les rebelles et le gouvernement anglais décide de lui opposer son jeune cousin Hugh O'Neill qui avait reçu le titre de Comte de Tyrone en 1587. Après plusieurs années de conflits armés entre les deux prétendants Turlough Luineach renonce à son titre de chef du clan et abdique en faveur d’Hugh O'Neill qui se voit attribuer le titre "O’Neill" en 1593.
Turlough Luineach se retire de la vie publique et meurt le 10 septembre 1595.

## Sources
- (en) A New History of Ireland, Volume IX page 141: Maps, Genealogies, Lists; A Companion to Irish History Part II", edited by T. W. Moody, F.X. Martin, F.J. Byrne, Oxford, (2005).
- (en) A Timeline of Irish History, Richard Killen Gill & Macmillan Dublin (2003)  (ISBN 07171-3484-9).